# Diecezja Masan
Diecezja Masan (łac. Dioecesis Masanensis, kor. 천주교 마산교구) – rzymskokatolicka diecezja ze stolicą w Masanie, w Korei Południowej. Biskup Masanu jest sufraganem arcybiskupa Daegu.
Kościół katolicki na terenie diecezji prowadzi 1 szpital oraz 70 instytucji pomocy społecznej.

## Historia
15 lutego 1966 papież Paweł VI bullą Siquidem catholicae erygował diecezję Masan. Dotychczas wierni z tych terenów należeli do diecezji pusańskiej.

## Biskupi Masanu
- Stephen Kim Sou-hwan (1966–1968) następnie mianowany arcybiskupem seulskim
- Joseph Chang Byung-hwa (1968–1988)
- Michael Pak Jeong-il (1988–2002) w latach 1999–2002 także przewodniczący Konferencji Episkopatu Korei
- Francis Xavier Ahn Myong-ok (2002–2016)
- Constantine Bae Ki-hyen (2016–2022)

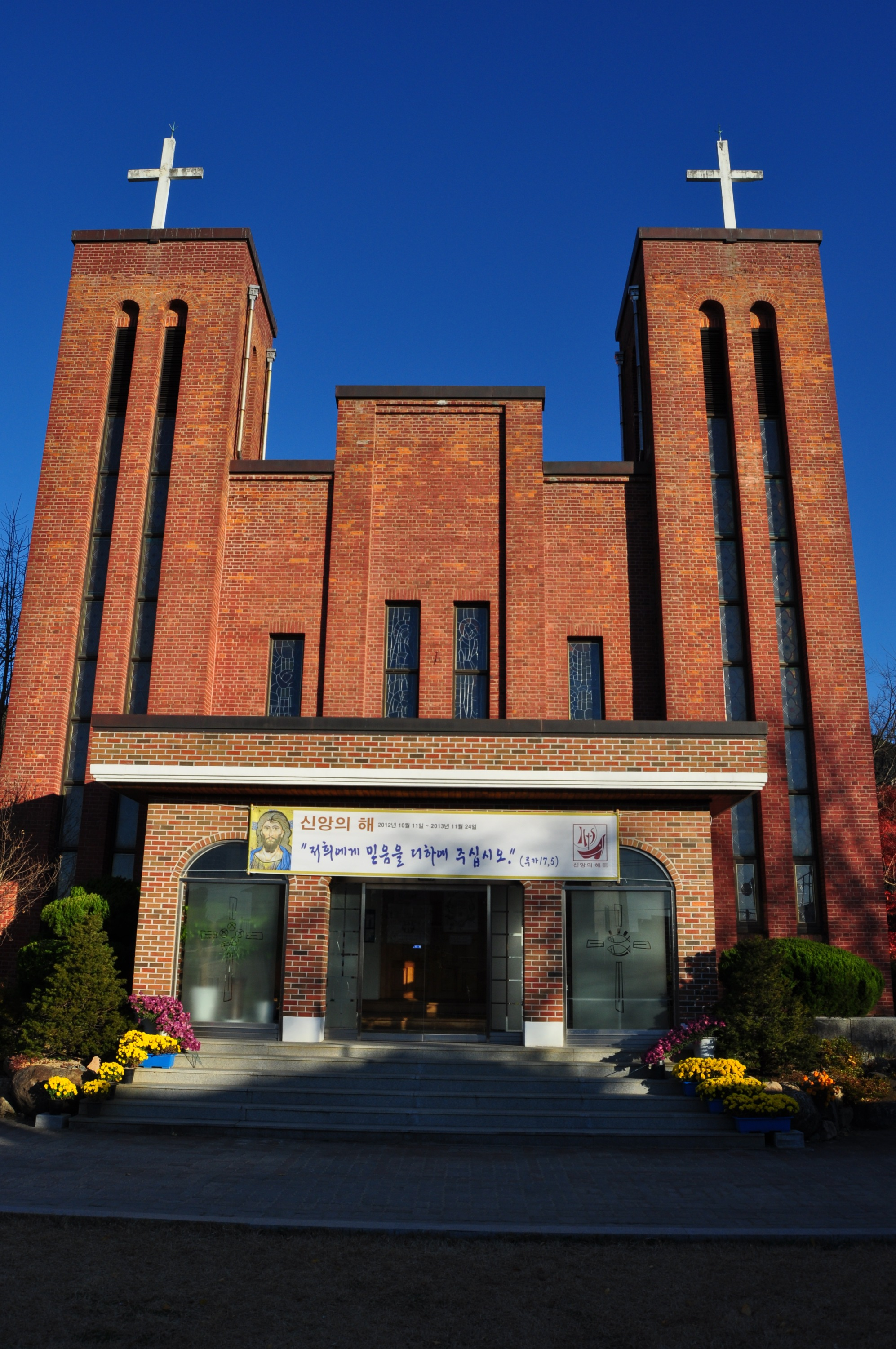
Katedra Najświętszego Serca Pana Jezusa w Masanie

- Linus Lee Seong-hyo (od 2025)